# Вонсвілл (Огайо)
Вонсвілл (англ. Vaughnsville) — переписна місцевість (CDP) в США, в окрузі Патнем штату Огайо. Населення — 278 осіб (2020).

## Географія
Вонсвілл розташований за координатами 40°52′49″ пн. ш. 84°8′43″ зх. д. / 40.88028° пн. ш. 84.14528° зх. д. (40.880222, -84.145344).  За даними Бюро перепису населення США в 2010 році переписна місцевість мала площу 0,45 км², з яких 0,44 км² — суходіл та 0,01 км² — водойми.

## Демографія
Згідно з переписом 2010 року, у переписній місцевості мешкали 262 особи в 104 домогосподарствах у складі 72 родин. Густота населення становила 584 особи/км².  Було 115 помешкань (256/км²).
Расовий склад населення:
| - 96,6 % — білих - 1,1 % — азіатів - 1,9 % — осіб інших рас |

До двох чи більше рас належало 0,4 %. Частка іспаномовних становила 1,9 % від усіх жителів.
За віковим діапазоном населення розподілялося таким чином: 23,7 % — особи молодші 18 років, 58,7 % — особи у віці 18—64 років, 17,6 % — особи у віці 65 років та старші. Медіана віку мешканця становила 36,0 року. На 100 осіб жіночої статі у переписній місцевості припадало 97,0 чоловіків;  на 100 жінок у віці від 18 років та старших — 92,3 чоловіків також старших 18 років.
Середній дохід на одне домашнє господарство  становив 58 246 доларів США (медіана — 62 031), а середній дохід на одну сім'ю — 58 246 доларів (медіана — 62 031). Медіана доходів становила 36 420 доларів для чоловіків та 32 125 доларів для жінок. 
Цивільне працевлаштоване населення становило 116 осіб. Основні галузі зайнятості: освіта, охорона здоров'я та соціальна допомога — 43,1 %, роздрібна торгівля — 32,8 %, виробництво — 16,4 %, транспорт — 7,8 %.